# Виборчий округ 178
Виборчий округ 178 — виборчий округ в Харківській області. В сучасному вигляді був утворений 28 квітня 2012 постановою ЦВК №82 (до цього моменту існувала інша система виборчих округів). Окружна виборча комісія цього округу розташовується в будівлі Балаклійської районної ради за адресою м. Балаклія, вул. Жовтнева, 18.
До складу округу входять місто Первомайський, Балаклійський, Барвінківський, Близнюківський і Первомайський райони. Виборчий округ 178 межує з округом 179 на заході, з округом 180 на північному заході, з округом 181 на півночі, з округом 176 на північному сході, з округом 177 на сході, з округом 47 на південному сході, з округом 39 на півдні та з округом 36 і округом 38 на південному заході. Виборчий округ №178 складається з виборчих дільниць під номерами 630001-630057, 630059-630121, 630709-630733 та 631056-631071.

## Народні депутати від округу
| Ім'я                           | Фото | Партія          | Скликання | Дата набуття повноважень | Дата припинення повноважень |
| ------------------------------ | ---- | --------------- | --------- | ------------------------ | --------------------------- |
| Добкін Дмитро Маркович         |      | Партія регіонів | 7-ме      | 12 грудня 2012           | 27 листопада 2014           |
| Добкін Дмитро Маркович         |      | самовисуванець  | 8-ме      | 27 листопада 2014        | 29 серпня 2019              |
| Літвінов Олександр Миколайович |      | Слуга народу    | 9-те      | 29 серпня 2019           |                             |

## Результати виборів

### Парламентські

#### 2019
Кандидати-мажоритарники:
- Літвінов Олександр Миколайович (Слуга народу)
- Русецький Анатолій Анатолійович (самовисування)
- Добкін Дмитро Маркович (Опозиційний блок)
- Білокудря Валерій Миколайович (Опозиційна платформа — За життя)
- Самусєв Віталій Єгорович (самовисування)
- Літвінов Віталій Олександрович (самовисування)

#### 2014
Кандидати-мажоритарники:
- Добкін Дмитро Маркович (самовисування)
- Дема Валерій Іванович (Блок Петра Порошенка)
- Русецький Анатолій Анатолійович (самовисування)
- Король Геннадій Степанович (самовисування)
- Мухін Борис Володимирович (Комуністична партія України)
- Библів Владислав Володимирович (Радикальна партія)
- Лобас Сергій Вікторович (Сильна Україна)
- Борисовський Юрій Анатолійович (самовисування)
- Антонова Олена Ростиславівна (Солідарність жінок України)

#### 2012
Кандидати-мажоритарники:
- Добкін Дмитро Маркович (Партія регіонів)
- Федотов Геннадій Олексійович (Комуністична партія України)
- Прокопенко Петро Андрійович (Батьківщина)
- Дергунов Юрій Юлійович (УДАР)
- Борисенко Олег Вячеславович (самовисування)

## Явка
Явка виборців на окрузі: